# Christisonia tricolor
Christisonia tricolor là loài thực vật có hoa thuộc họ Cỏ chổi. Loài này được Gardner mô tả khoa học đầu tiên năm 1847.